# Grande moschea di Qayrawan
La moschea di ʿUqba (in arabo  جامع عقبة‎?), conosciuta anche come la Grande moschea di Qayrawan (in arabo جامع القيروان الأكبر‎?), è una moschea di Qayrawan, una delle più importanti della Tunisia.
Fu costruita da ʿUqba b. Nāfiʿ a partire dal 670 (anno 50 secondo il calendario islamico) e fu considerata un modello per tutte le moschee successive del Maghreb.
Copre una superficie di 9000 m², con un perimetro di circa 415 m. 
Comprende una sala di preghiera, un grande cortile, lastricato in marmo, e un massiccio minareto.
Sotto il regno degli Aghlabidi divenne un centro universitario sia per il pensiero musulmano sia per le scienze profane, e il suo ruolo può paragonarsi a quello dell'università di Parigi medievale. Col declino della città, il centro di cultura si spostò verso la Moschea-Università al-Zaytūna di Tunisi.

## Storia
Poco tempo dopo la sua costruzione, verso il 690, la moschea fu distrutta durante l'occupazione di Qayrawan da parte dei Berberi, guidata inizialmente da Kusayla, e fu ricostruita dal generale ghassanide Hassān b. al-Nuʿmān nel 703. A seguito dell'espansione della città alla metà dell'VIII secolo, Hisham ibn 'Abd al-Malik, califfo omayyade di Damasco, fece ricostruire la moschea dalle fondamenta sotto la direzione di Yazid ibn Hatim a partire dal 772, conservando solo il miḥrāb dell'edificio più antico.
Sotto il regno dei sovrani Aghlabidi, Qayrawan raggiunse il suo apogeo. Nell'836, Ziyadat Allah I fece nuovamente ricostruire la moschea. Nell'863, Abu Ibrahim Ahmad ingrandì la sala di preghiera aggiungendovi tre arcate sul lato settentrionale e la cupola sopra l'entrata. Nell'875, Ibrahim II l'allargò ancora con ulteriori tre arcate, a spese del grande cortile e raddoppia le gallerie sugli altri tre lati di esso.

## Descrizione

Pianta della Grande moschea di Qayrawan

All'esterno ha l'aspetto di una fortezza, con mura realizzate in blocchi di pietra di 1,90 m di spessore, rinforzate da contrafforti e torri. La pianta è un quadrilatero irregolare: il lato di ingresso ha una lunghezza di 138 m, a confronto con il lato opposto di 128 m, e il lato con il minareto è lungo 71 m, a confronto con il lato opposto di 77 m.
Il cortile, accessibile da sei porte laterali, ha pianta approssimativamente rettangolare (65 x 50 m) ed è circondato da gallerie con colonne in granito e in porfido, riutilizzate dai monumenti antichi principalmente di Cartagine. Al centro si trova una vasca per la raccolta dell'acqua piovana, dotata di filtri per raccogliere la polvere prima di scaricare l'acqua nel grande serbatoio sotterraneo disposto sotto il cortile. Vi si trova anche un quadrante solare.
Il minareto al centro della galleria sul lato settentrionale del cortile è il più antico conservato, secondo la testimonianza del geografo al-Bakri, che lo attribuisce al regno del califfo omayyade Hisham ibn 'Abd al-Malik (724-743), mentre attualmente viene attribuito alla ricostruzione di Ziyadat Allah I (817-838), dato che il suo ingresso si trova allo stesso livello dei resti di questa fase costruttiva. Ha pianta quadrata e forma massiccia, costituito da tre settori di ampiezza decrescente: quello inferiore, alto 18,90 m, ha un lato di 10,70 m alla base. L'altezza totale del minareto è di 31.5 metri.
La muṣallā è accessibile da 17 porte in legno scolpito ed è divisa in 17 navate ad otto arcate. Comprende più di 400 colonne di porfido, granito e marmo bianco, simili a quelle delle gallerie. Il miḥrāb che indica la direzione della Mecca risale al IX secolo, il suo muro è coperto di 28 lastre marmoree con ricca decorazione vegetale e geometrica. La sua cornice si compone di 139 mattonelle di ceramica a riflessi metallici. Il minbar cattedra utilizzata dall'imam per la predica del venerdì, è costituito da 300 placche di legno di tek scolpito e considerato come il più antico minbar ancora intatto nel mondo islamico.

## Galleria d'immagini

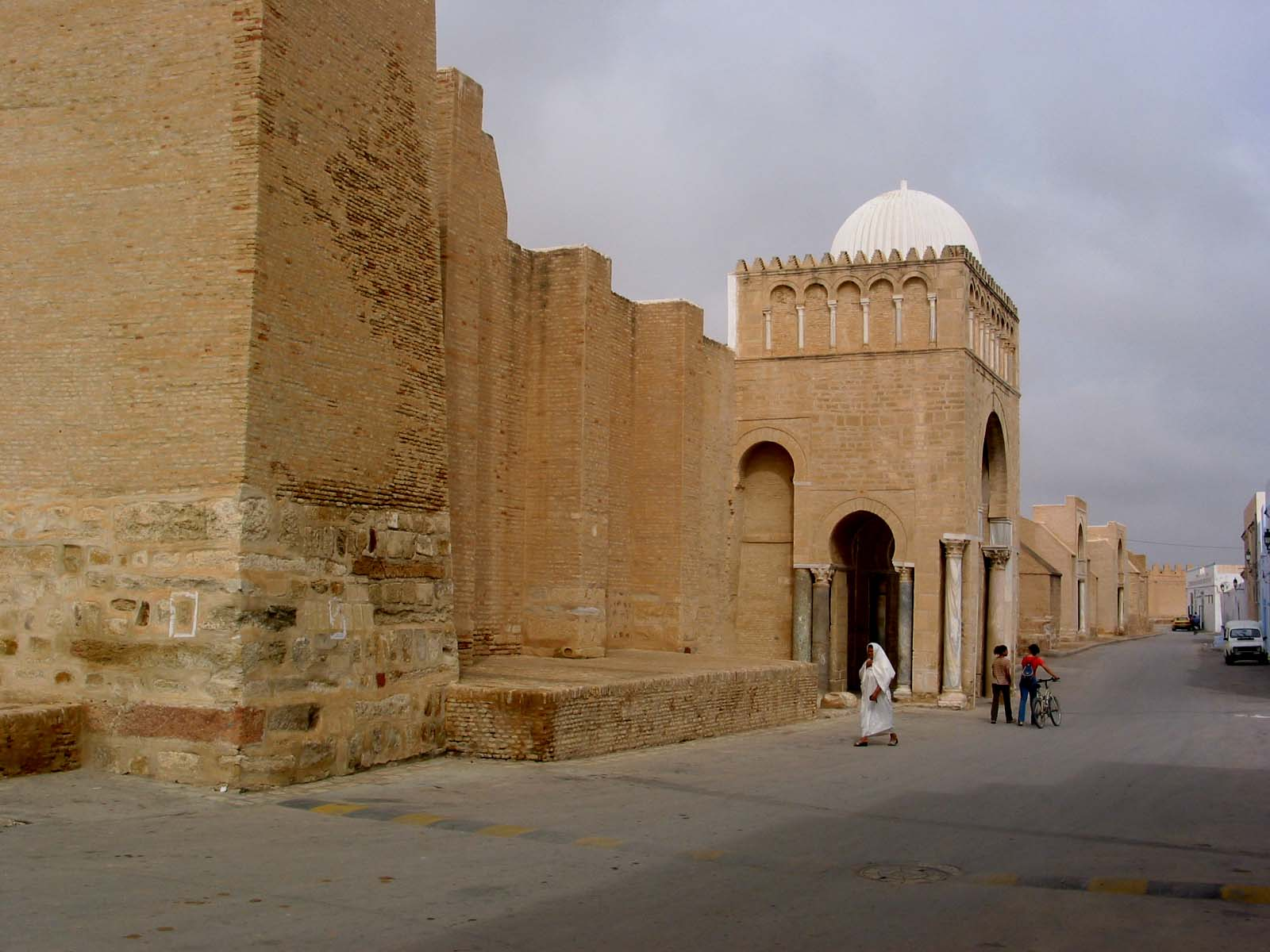
Esterno sul lato occidentale (porta Lalla Rihana)
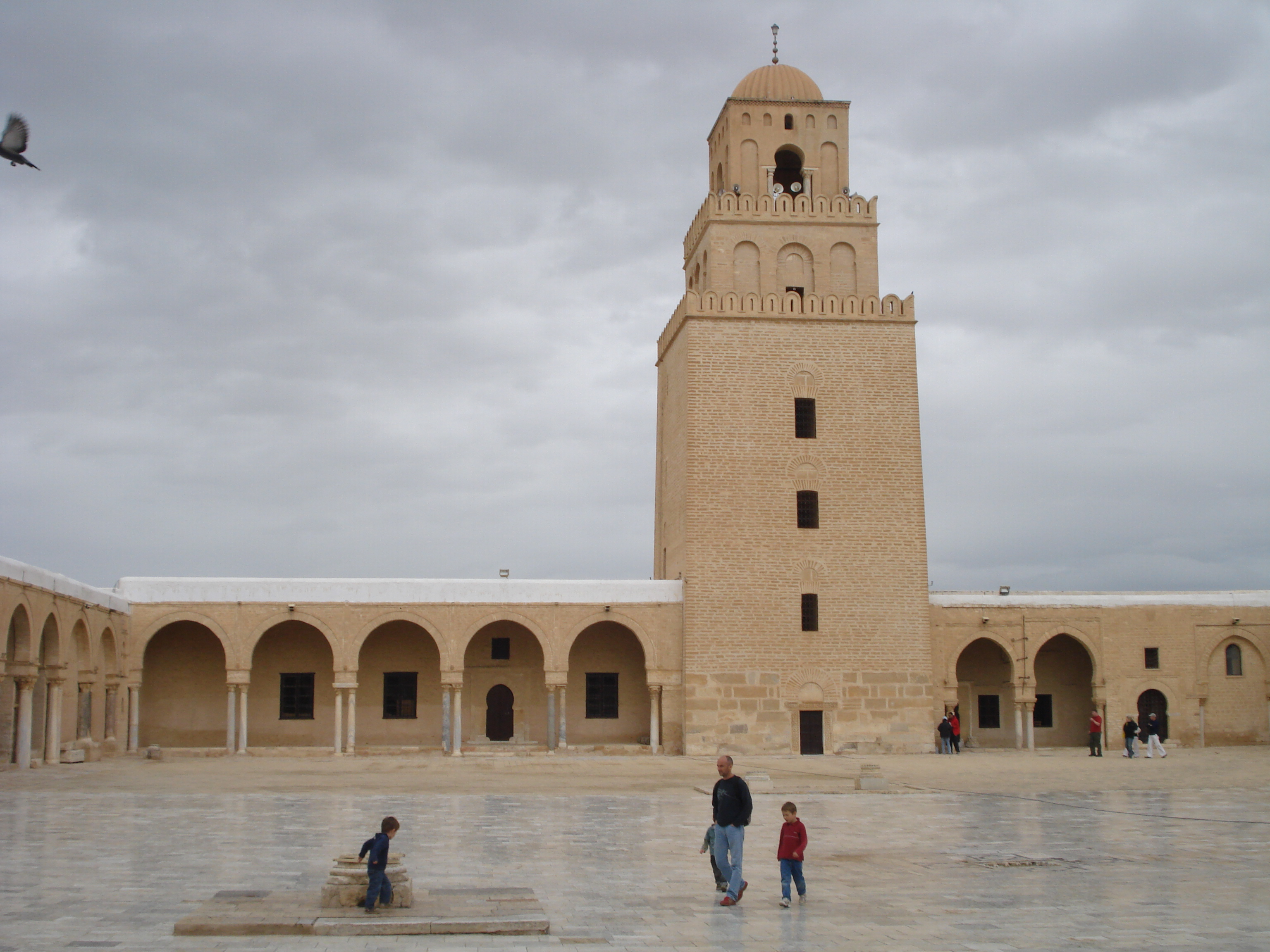
Vista del cortile e minareto
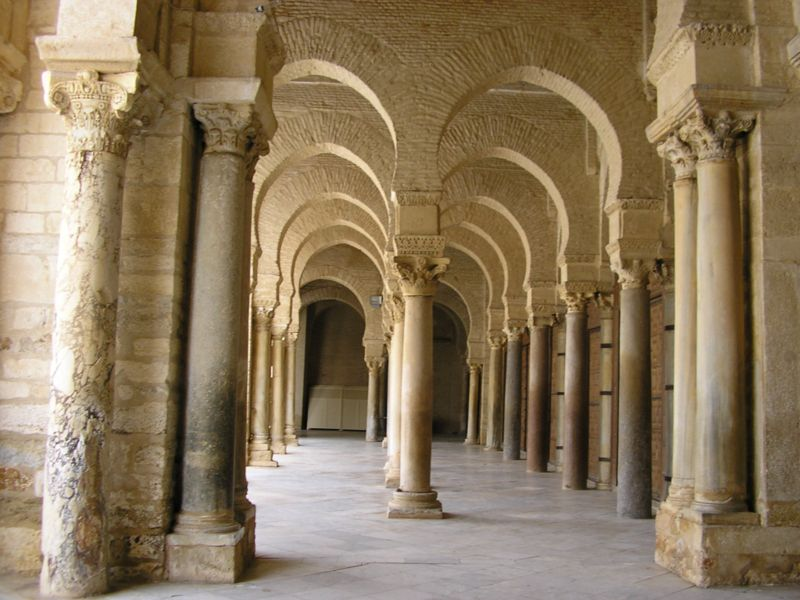
Interno di una galleria del cortile
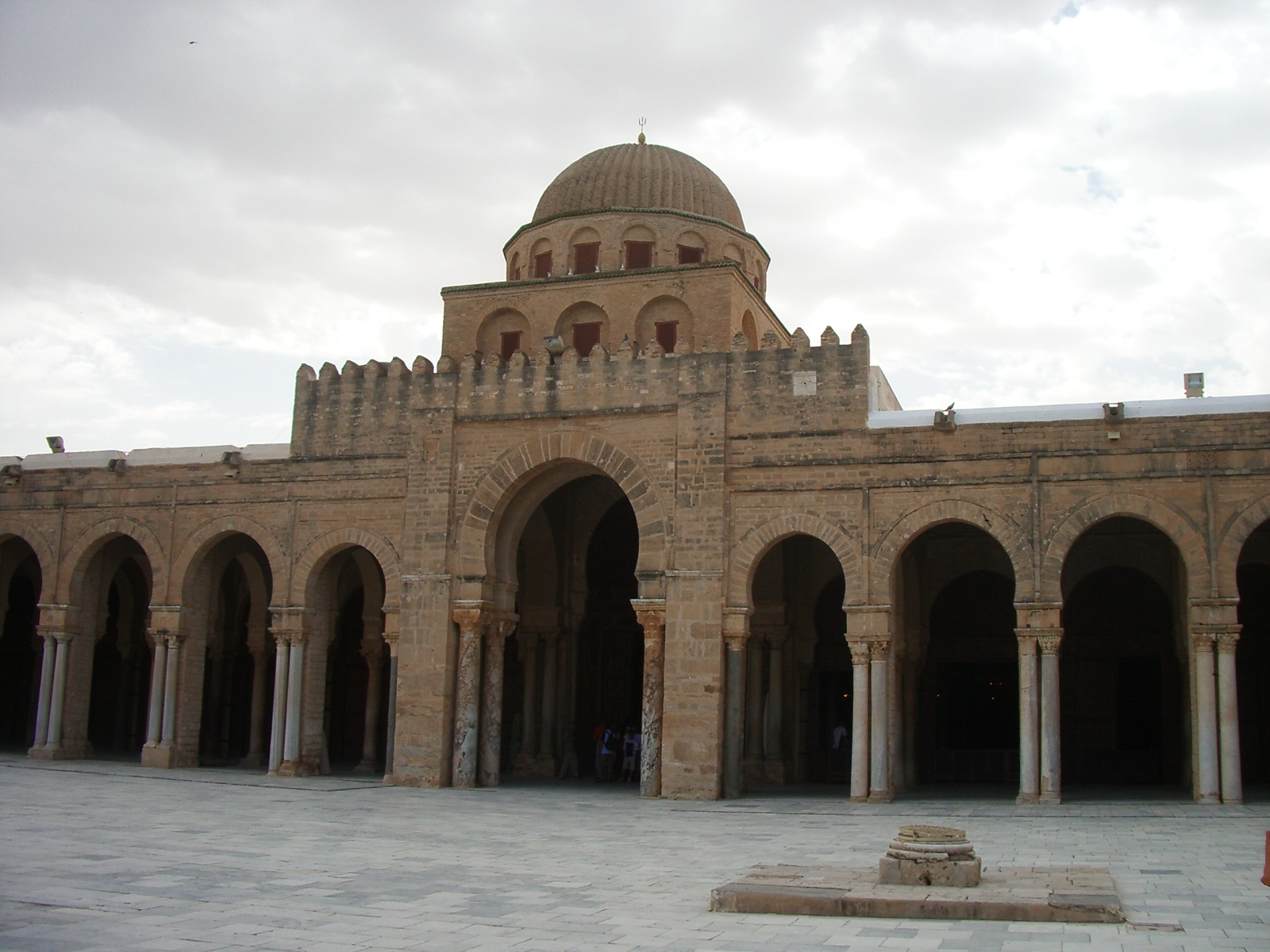
Facciata della sala di preghiera sul cortile
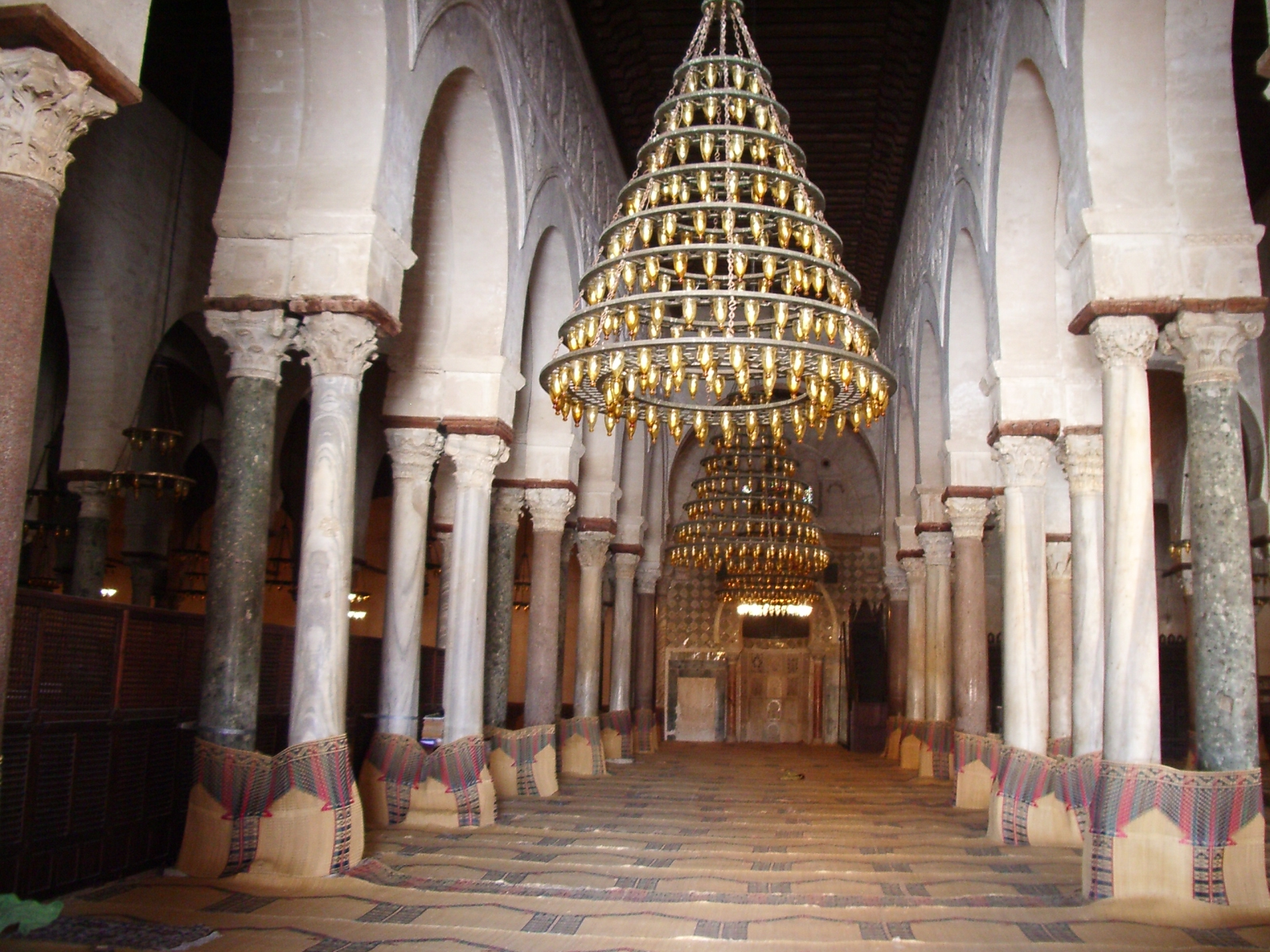
Navata centrale della sala di preghiera, con in fondo il miḥrāb
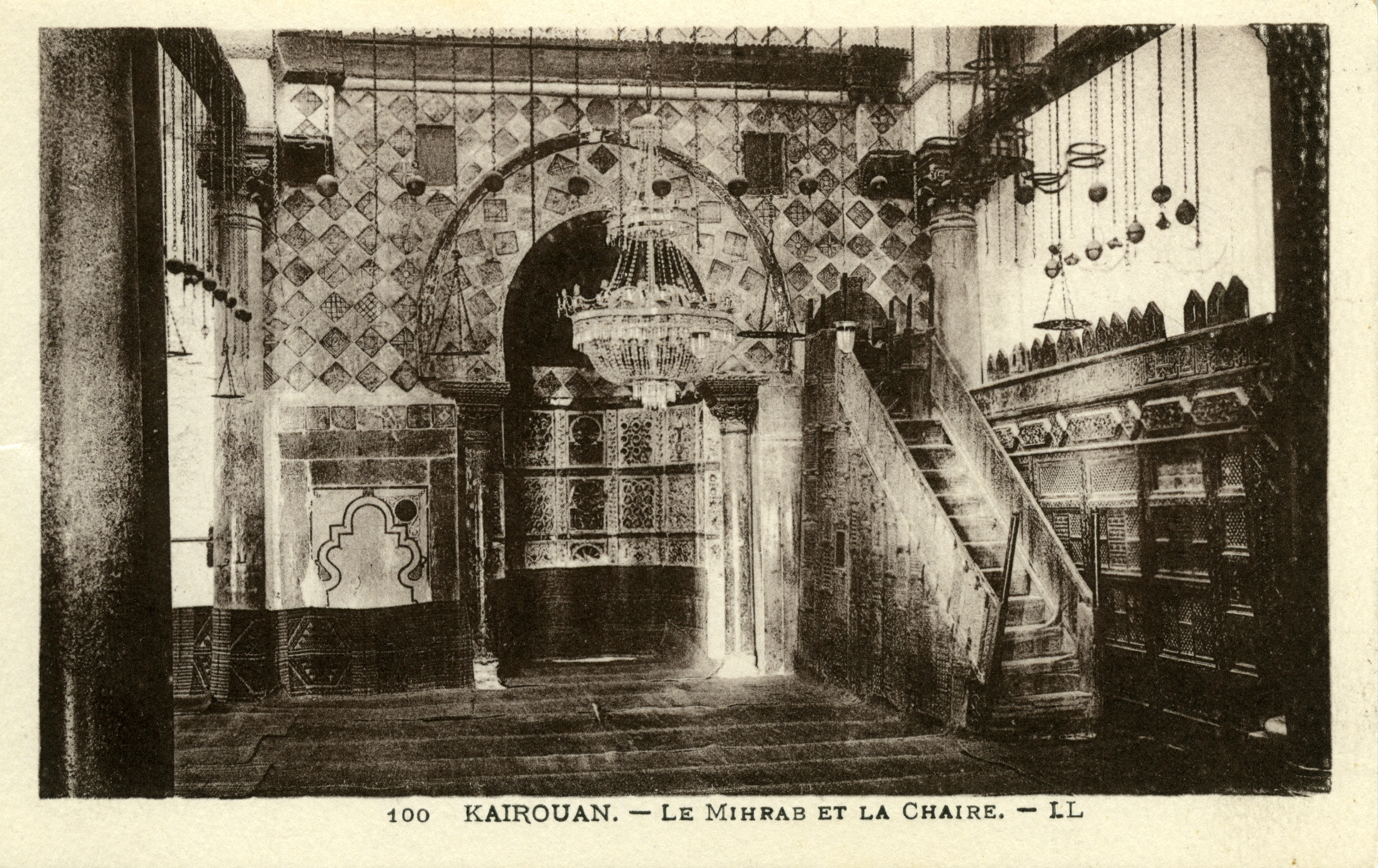
Il miḥrāb nel 1900
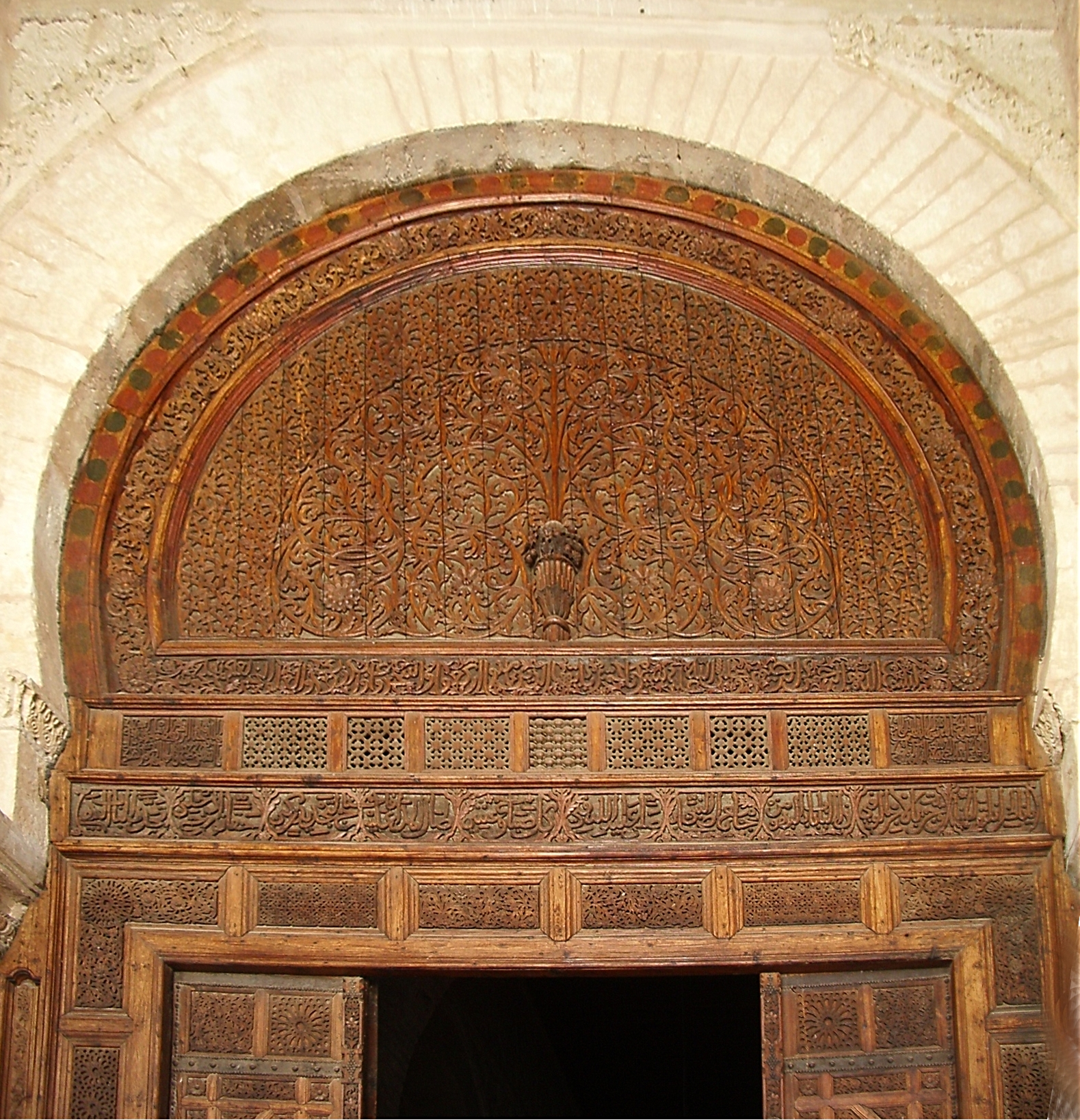
Porta in legno intagliato
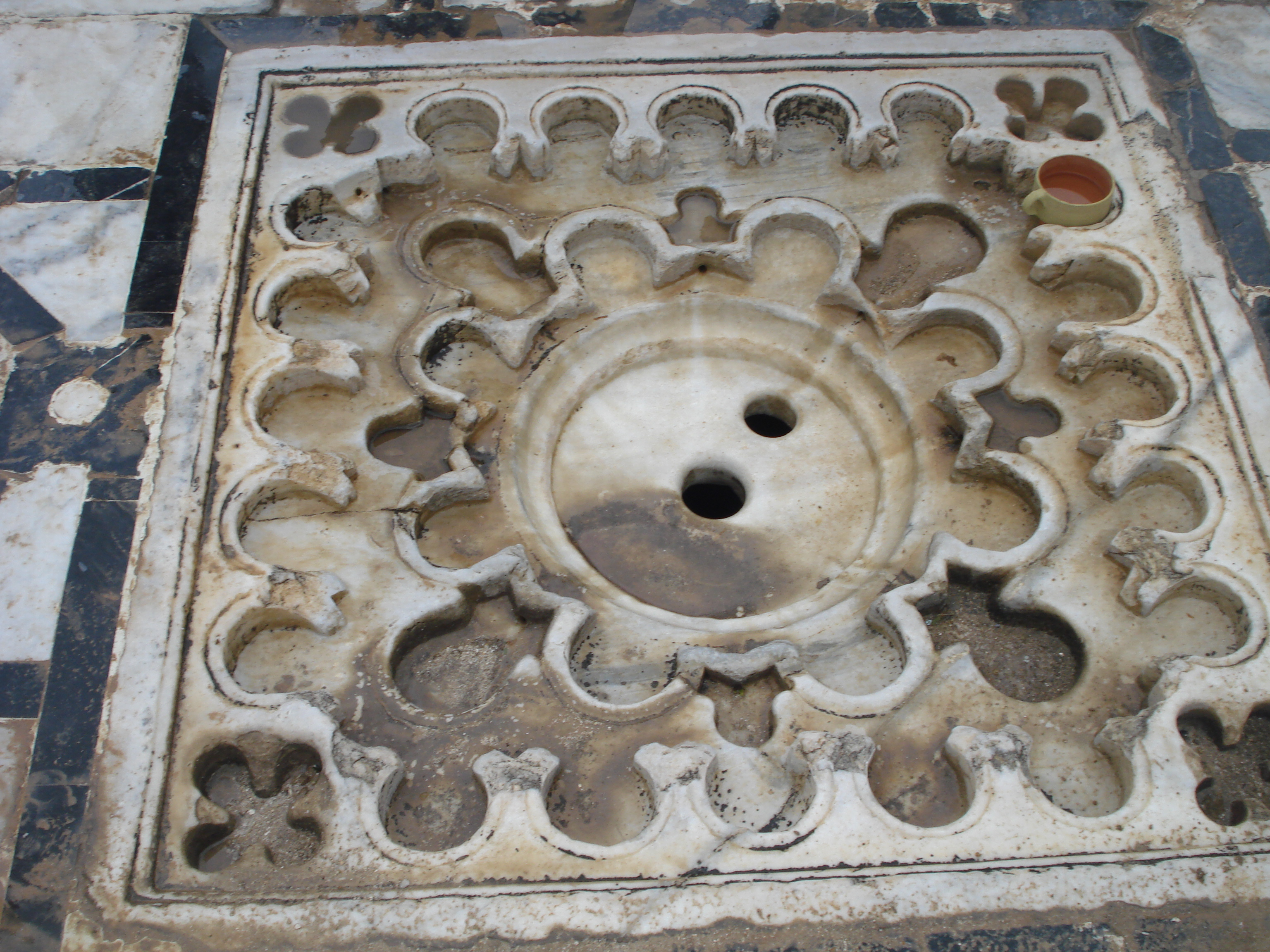
Vasca per la raccolta dell'acqua piovana nel cortile